# Aksu (fiume)
L'Aksu (in cinese: 阿克苏河S, Ākèsù héP; in turco Ak Su; lett. "acqua bianca/pulita") è un fiume della provincia cinese di Xinjiang. L'Aksu sgorga nella parte orientale del Kirghizistan, nelle montagne Tien Shan vicine al confine cinese. In territorio chirghiso percorre, col nome di Sarıjaz (in kirghiso Сарыжаз?), 197 dei suoi 282 km di lunghezza complessiva. Da qui scorre verso ovest, prima di svoltare a sud attraversando le montagne ed entrando nello Xinjiang nella parte settentrionale del bacino del Tarim. Nella città di Aksu s'incontra col suo principale affluente, il Toshkan, il quale giunge da ovest. Dopo la confluenza il fiume prosegue verso sud, entrando da nord nel deserto di Taklamakan, dove si unisce al fiume Tarim. Il fiume Aksu è il solo affluente del Tarim a scorrere per tutto l'anno.